# Zdzisław Goszczyński
Zdzisław Goszczyński (ur. 31 sierpnia 1897 w Janowicach, zm. kwiecień 1940 w Katyniu) – kapitan piechoty Wojska Polskiego, kawaler Orderu Virtuti Militari, ofiara zbrodni katyńskiej.

## Życiorys
Urodził się w rodzinie Witolda i Stanisławy z Kossowskich. Po wybuchu I wojny światowej służył w szeregach Legionu Puławskiego, I Korpusu Polski w Rosji. Za bitwę pod Tichiniczami w rejonie Bobrujska otrzymał Order Virtuti Militari 5 kl. Po rozbrojeniu działał w Polskiej Organizacji Wojskowej.
Po odzyskaniu przez Polskę niepodległości został oficerem Wojska Polskiego. Podczas wojny polsko-bolszewickiej 1920 służył w stopniu porucznika jako dowódca kompanii w 55 pułku piechoty. Następnie przeszedł do Korpusu Ochrony Pogranicza i służył w 17 batalionie KOP „Dawidgródek”. 31 marca 1924 został mianowany kapitanem ze starszeństwem z dniem 1 lipca 1923 i 56. lokatą w korpusie oficerów piechoty. W grudniu 1931 został zwolniony z zajmowanego stanowiska i oddany do dyspozycji dowódcy KOP, a z dniem 31 maja 1932 przeniesiony w stan spoczynku.
Jego żoną była Janina, z domu Turska, z którą miał córkę Alicję. Zamieszkiwał w Wilnie przy ulicy Mickiewicza 22
W czasie kampanii wrześniowej 1939 po agresji ZSRR na Polskę został aresztowany przez NKWD. Był przetrzymywany w obozie w Kozielsku. W odnalezionym dzienniku, którego autorem był inny jeniec mjr Kazimierz Szczekowski, pojawiła się notka, że Zdzisław Goszczyński otrzymał w obozie od rodziny paczkę żywnościową, której zawartością podzielił się z innymi oficerami, organizując suty jak na tamtejsze warunki posiłek na Wielkanoc 24 marca 1940. Wiosną 1940 został przetransportowany do Katynia i rozstrzelany przez funkcjonariuszy Obwodowego Zarządu NKWD w Smoleńsku oraz pracowników NKWD przybyłych z Moskwy na mocy decyzji Biura Politycznego KC WKP(b) z 5 marca 1940. Został pochowany potajemnie w zbiorowej mogile na terenie obecnego Polskiego Cmentarza Wojennego w Katyniu, gdzie w 1943 jego ciało zidentyfikowano podczas ekshumacji prowadzonych przez Niemców pod numerem 4128 (przy zwłokach został odnaleziony m.in. dokument nadania orderu; ponadto Zdzisław Goszczyński znalazł się na odnalezionej liście 27 oficerów przetrzymywanych w obozie w Putywlu).

## Upamiętnienie
5 października 2007 minister obrony narodowej Aleksander Szczygło mianował go pośmiertnie na stopień majora. Awans został ogłoszony 9 listopada 2007, w Warszawie, w trakcie uroczystości „Katyń Pamiętamy – Uczcijmy Pamięć Bohaterów”.
W maju 2008 została odsłonięta tablica pamiątkowa w Racławicach, upamiętniająca mieszkańców ziemi miechowskiej, ofiar zbrodni katyńskiej; wśród uhonorowanych był Zdzisław Goszczyński
W ramach akcji „Katyń... pamiętamy” / „Katyń... Ocalić od zapomnienia” Zdzisławowi Goszczyńskiemu został poświęcony Dąb Pamięci zasadzony w Klimontowie, nieopodal rodzinnych Janowic.

## Ordery i odznaczenia
- Krzyż Srebrny Orderu Wojskowego Virtuti Militari[11] nr 6844 – 10 maja 1922[12]
- Krzyż Walecznych – czterokrotnie[11] (po raz 1, 2 i 3 w 1921)[13]
- Medal Międzysojuszniczy „Médaille Interalliée”[11]